# 油酸
油酸（英語：Oleic acid）是一种单不饱和Omega-9脂肪酸，存在于动植物体内。化学式C18H34O2 ，结构简式 CH3(CH2)7CH = CH(CH2)7COOH。英文 oleic 源自拉丁文 oleum，意思是“油”，也特指“橄榄油”。油酸是自然界最常见的脂肪酸。油酸氢化得到硬脂酸；油酸的双键反式异构体称为反油酸。

## 自然界中
油酸占橄榄油的55-80%，軟質棕櫚油的39~46%，花生油的36-67%，芝麻油的15-20%。在动物脂肪中，油酸占鸡与火鸡脂肪的37-56%，猪油的44-47%。油酸也是人体脂肪组织中最丰富的脂肪酸。

## 化学性质
油酸具有羧酸和烯烃的性质。对碳碳双键氧化可以使油酸分子断裂，生成醛、酮或羧酸。油酸还可以发生还原反应生成醇。暴露于空气中的油酸就会缓慢发生上述氧化反应，此过程称为酸败反应。

## 營養與生理影響研究
在動物實驗下，用相對高油酸油脂餵食可使有高血壓大鼠血压降低。亦有研究指出可透過抑制細胞增生達到抗癌效果、調控發炎反應等作用，可應用於發炎、免疫反應、心血管疾病、皮膚修復及感染等方面。
有研究顯示當攝取高膽固醇飲食可增加酵素活性增加細胞膜上單元不飽和脂肪酸比例，例如油酸，提高乳腺癌發生的可能性。